# Diocesi di Coridala
La diocesi di Coridala (in latino Dioecesis Corydalensis) è una sede soppressa del patriarcato di Costantinopoli e una sede titolare della Chiesa cattolica.

## Storia
Coridala, identificabile con le rovine nei pressi di Hacivelar nell'odierna Turchia, è un'antica sede episcopale della provincia romana di Licia nella diocesi civile di Asia. Faceva parte del patriarcato di Costantinopoli ed era suffraganea dell'arcidiocesi di Mira.
La diocesi è documentata nelle Notitiae Episcopatuum del patriarcato di Costantinopoli fino al XII secolo.
Sono noti diversi vescovi di quest'antica sede episcopale. Alessandro è menzionato in una lettera, datata tra il 375 e il 377, che Basilio di Cesarea scrisse ad Anfilochio di Iconio, perché inviasse un proprio uomo di fiducia a verificare l'ortodossia dei vescovi della Licia, tra cui figura anche Alessandro.
A metà del V secolo la sede era occupata dal vescovo Palladio. Questi non prese parte al concilio di Calcedonia del 451; tuttavia, nella solenne sessione del 25 ottobre, alla quale assistette anche l'imperatore Marciano, si fece rappresentare da Eudossio di Coma, che sottoscrisse al suo posto la definizione di fede. Nel 458 il prete Carponas sottoscrisse in sua vece la lettera dei vescovi della provincia di Licia all'imperatore Leone in seguito all'uccisione del patriarca alessandrino Proterio.
Leone o Leonzio prese parte al secondo concilio di Nicea nel 787. Infine Eustrazio figura tra i padri del concilio di Costantinopoli dell'879-880 che riabilitò il patriarca Fozio.
Dal XIX secolo Coridala è annoverata tra le sedi vescovili titolari della Chiesa cattolica; la sede è vacante dal 18 agosto 1965. Il suo ultimo titolare è stato Henry Joseph Thünemann, già vescovo di Keimoes.

## Cronotassi

### Vescovi greci
- Alessandro † (menzionato nel 375/377)
- Palladio † (prima del 451 - dopo il 458)
- Leone o Leonzio † (menzionato nel 787)
- Eustrazio † (menzionato nell'879)

### Vescovi titolari
- Marie-Eugène-Auguste-Charles Foulquier, M.E.P. † (18 agosto 1906 - 31 dicembre 1948 deceduto)
- Harold William Henry, S.S.C.M.E. † (26 gennaio 1957 - 10 marzo 1962 nominato arcivescovo di Gwangju)
- Henry Joseph Thünemann, O.S.F.S. † (12 settembre 1962 - 18 agosto 1965 deceduto)